# Глушакова, Юлия Петровна
Юлия Петровна Глушакова (28 июля 1932, Ейск — 26 апреля 2015, Москва) — советский и российский историк искусства, кандидат исторических наук.

## Биография
Окончила исторический факультет МГУ (1956), ученица Б. А. Рыбакова и П. А. Зайончковского. Работала в Государственном историческом музее (1956—1961) и в Институте истории СССР АН СССР (ныне Институт российской истории РАН, 1961—2010). Вместе со своим мужем И. Н. Бочаровым опубликовала ряд книг о русской культуре XIX века, русско-итальянских культурных связях XVI — начала XX века, русских художниках (К. Брюллове, О. Кипренском) и меценатах в Италии, а также научные и научно-популярные статьи на ту же тему. Проведённые в Италии исследования Бочарова и Глушаковой привели к обнаружению нескольких работ Карла Брюллова, ранее неизвестных или считавшихся утраченными.
Работала в таких малодоступных для отечественного исследователя архивохранилищах, как Исторический архив Римского викариата, Государственный и Исторический архивы Рима, Секретный Ватиканский архив, архив миланского театра Ла Скала, Флорентийская и Римская Академия изящных искусств.
За архивные находки и публикации ей была присуждена Международная премия города Рима.
Книги «Русский клуб у фонтана Треви», «Венецианская Пушкиниана» удостоены премий Института истории СССР АН СССР за лучшую научно-популярную работу года.

### Книги
- Бочаров И. Н., Глушакова Ю. П. Карл Брюллов: Итальянские находки. — М.: Правда, 1977 — 48 с. — (Библиотека «Огонёк» № 32).
- Бочаров И. Н., Глушакова Ю. П. Русский клуб у фонтана Треви: из итальянских разысканий: (очерки). — М.: Правда, 1979. — 62 с.
- Бочаров И. Н., Глушакова Ю. П. Венецианская пушкиниана: Документальная повесть. — М.: Правда, 1982. — 63 с. — (Библиотека «Огонек», № 18).
- Бочаров И. Н., Глушакова Ю. П. Каприйские встречи. — М.: Детская литература, 1984. 127 с. (О В. И. Ленине и М. Горьком)
- Бочаров И. Н., Глушакова Ю. П. Карл Брюллов: итальянские находки. — М.: Знание, 1984. 190 с. — 50 000 экз.
- Бочаров И. Н., Глушакова Ю. П. Орест Кипренский. Из итальянских разысканий. М.: Правда, 1986 — 63 с. — (Б-ка «Огонек», № 5).
- Бочаров И. Н., Глушакова Ю. П. Бутурлины — друзья Пушкиных: Из итальянских разысканий. М.: Правда, 1988. — 62 с.
- Бочаров И. Н., Глушакова Ю. П. Кипренский. — М.: Молодая гвардия, 1990. — 368 с. — (Жизнь замечательных людей; вып. 710). — 150 000 экз. — ISBN 5-235-01383-2
- Бочаров И. Н., Глушакова Ю. П. Итальянская Пушкиниана. — М.: Современник, 1991. — 444 с. — 75 000 экз. — ISBN 5-270-00630-8

### Статьи
- Глушакова Ю. П. Демидовы в истории русско-итальянских культурных связей // Исследования по источниковедению истории России дооктябрьского периода. М., 1993. С. 105—127.
- Бочаров И. Н., Глушакова Ю. П. Салон З. А. Волконской как окно в Европу для Пушкина и его друзей // Россия и Италия: (сборник статей). Вып. 4. Встреча культур. — М.: Наука, 2000. — С. 109—165.
- Глушакова Ю. П. Публикации новых источников о русских художниках конца XVIII — первой половины XIX века // Исследования по источниковедению истории России (до 1917 г.): Сб. ст. памяти В. И. Буганова. — М., 2001. — С. 264—289.